# Cirolana lignicola
Cirolana lignicola är ett kräftdjur som beskrevs av Noboru Nunomura 1984. Cirolana lignicola ingår i släktet Cirolana och familjen Cirolanidae. Typlokalen är Östkinesiska havet. Inga underarter finns listade i Catalogue of Life.